# Губка Боб Квадратні Штани (сезон 13)
Тринадцятий сезон мультсеріалу «Губка Боб Квадратні Штани» було підтверджено Вінсентом Воллером, шоуранером серіалу, 14 липня 2019 року. Він складається з 26 епізодів. Прем'єра у США відбулася 22 жовтня 2020 року.

## Серії
| Номер | Номер у сезоні | Назва                              | Українська назва               | Автор(-и) сценарію | Художник(-и)                 | Дата показу в США | Дата показу в Україні |
| --- | -------------- | ---------------------------------- | ------------------------------ | ------------------ | ---------------------------- | ----------------- | --------------------- |
| 268a | 1a             | «A Place for Pets»                 | Тільки для улюбленців          | Ендрю Гудман       | Алан Смарт                   | 22 жовтня 2020    | 30 липня 2023         |
| Клієнти приносять домашніх тварин у «Красті Крабс», і містер Крабс починає розуміти, що тварини приносять більше грошей, ніж клієнти.    |                |                                    |                                |                    |                              |                   |                       |
| 268b | 1b             | «Lockdown for Love»                | У полоні кохання               | Дуг Лоуренс        | Алан Смарт                   | 22 жовтня 2020    | 30 липня 2023         |
| Планктон псує побачення з Карен, і вона закриває «Помийне Відро» до тих пір, поки Планктон не зможе показати їй усю свою любов.          |                |                                    |                                |                    |                              |                   |                       |
| 269a | 2a             | «Under the Small Top»              | Під маленьким куполом          | Бен Грубер         | Алан Смарт                   | 16 квітня 2021    | 30 липня 2023         |
| Дім Сквідварда потрапляє у великий блошиний цирк Губки Боба, що той замовив по пошті.                                                    |                |                                    |                                |                    |                              |                   |                       |
| 269b | 2b             | «Squidward's Sick Daze»            | Сквідвард на лікарняному       | Бен Грубер         | Алан Смарт                   | 16 квітня 2021    | 30 липня 2023         |
| Сквідвард прикидається, що він хворий, щоб не йти на роботу. Однак, через велику турботу Губки Боба у нього справді починається гарячка. |                |                                    |                                |                    |                              |                   |                       |
| 270a | 3a             | «Goofy Scoopers»                   | Ґуфі Скуперс                   | Ендрю Гудман       | Мішель Браян                 | 25 лютого 2022    | 5 серпня 2023         |
| Губка Боб і Патрік взяли за мету возз'єднати нещодавно звільнену музичну групу роботів Ґуфі Губера.                                      |                |                                    |                                |                    |                              |                   |                       |
| 270b | 3b             | «Pat the dog»                      | Чемний песик                   | Каз Прапуоленіс    | Алан Смарт                   | 9 липня 2021      | 5 серпня 2023         |
| Патріка відправляють у притулок за те, що він поводиться, як хробак. Він зможе піти, лише якщо Губка Боб його видресирує.                |                |                                    |                                |                    |                              |                   |                       |
| 271a | 4a             | «Something Narwhal This Way Comes» | Нашестя нарвалів               | Дуг Лоуренс        | Алан Смарт                   | 19 листопада 2021 | 5 серпня 2023         |
| Двоє знайомих з минулого Губки Боба відвідують Бікіні Боттом, але вони проносять з собою велику проблему.                                |                |                                    |                                |                    |                              |                   |                       |
| 271b | 4b             | «C.H.U.M.S»                        | Лігво помиїв                   | Бен Групер         | Ендрю Овертум                | 19 листопада 2021 | 5 серпня 2023         |
| Після падіння в каналізацію Планктон знаходить собі нового союзника.                                                                     |                |                                    |                                |                    |                              |                   |                       |
| 272 | 5              | «Spongebob's Road to Christmas»    | Губка Боб і шлях до Різдва     | Каз Прапуоленіс    | Мішель Браян, Ендрю Овертум  | 10 грудня 2021    | 17 грудня 2023        |
| Губка Боб і Патрік вирушають на Північний полюс, щоб подарувати Санті подарунок.                                                         |                |                                    |                                |                    |                              |                   |                       |
| 273a | 6a             | «Patato Puff»                      | Картопляна Пафф                | Денні Джованніні   | Алан Смарт                   | 22 квітня 2022    | 6 серпня              |
| Місіс Пафф маскується під картоплю, щоб не зіткнутися з черговою катастрофою Губки Боба під час іспиту з водіння.                        |                |                                    |                                |                    |                              |                   |                       |
| 273b | 6b             | «There Will Be Greese»             | Хай буде жир                   | Ендрю Гудман       | Ендрю Овертум                | 29 квітня 2022    | 6 серпня 2023         |
| Містер Крабс і Планктон повинні працювати разом після виявлення колодязя диво-жиру під своїми ресторанами.                               |                |                                    |                                |                    |                              |                   |                       |
| 274a | 7a             | «The Big Bad Bubble Bass»          | Бешкетник Бабл Бас             | Ендрю Гудман       | Ендрю Овертум                | 6 травня 2022     | 6 серпня 2023         |
| Карен розповідає казку про ботана, який намагається викрасти фігурку у своїх трьох маленьких сусідів.                                    |                |                                    |                                |                    |                              |                   |                       |
| 274b | 7b             | «Sea-Man Sponge Haters Club»       | Клуб Губко-ненависників        | Люк Брукшир        | Мішель Браян                 | 6 травня 2022     | 6 серпня 2023         |
| Сквідвард організовує таємний клуб «Ми ненавидимо Губку Боба»                                                                            |                |                                    |                                |                    |                              |                   |                       |
| 275a | 8a             | «Food PBFFT! Truck»                | Фургон із жбургерами           | Люк Брукшир        | Мішель Браян                 | 13 травня 2022    | 12 серпня 2023        |
| Губка Боб і Сквідвард намагаються продати Крабові Петті з продуктового фургону в найтемніших глибинах океану.                            |                |                                    |                                |                    |                              |                   |                       |
| 275b | 8b             | «Upturn Girls»                     | Дівчата в місті                | Денні Джованніні   | Ян Васкез                    | 13 травня 2022    | 12 серпня 2023        |
| Перл і Нарлін проводять день китів у великому місті.                                                                                     |                |                                    |                                |                    |                              |                   |                       |
| 276a | 9a             | «Say „Awww“»                       | Скажіть «Ооо!»                 | Ендрю Гудман       | Ян Васкез                    | 20 травня 2022    | 12 серпня 2023        |
| Розчарований тим, що його вважають милим, а не злим, Планктон будує робота, що карає кожного, хто скаже «ооо».                           |                |                                    |                                |                    |                              |                   |                       |
| 276b | 9b             | «Patrick the Maliman»              | Листоноша Патрік               | Люк Брукшир        | Ендрю Овертум                | 20 травня 2022    | 12 серпня 2023        |
| Патрік розчавлює листоношу, тому вони з Губкою Бобом самі розносять пошту по Бікіні Боттом.                                              |                |                                    |                                |                    |                              |                   |                       |
| 277a | 10a            | «Captain Pipsqueak»                | Капітан Курдупель              | Річард Пурсель     | Мішель Браян                 | 22 липня 2022     | 13 серпня 2023        |
| Планктон приєднується до ліги ЗЛА. |                |                                    |                                |                    |                              |                   |                       |
| 277b | 10b            | «Plane to Sea»                     | Літак на море                  | Денні Джованніні   | Мішель Браян                 | 22 липня 2022     | 13 серпня 2023        |
| Губка Боб і Патрік везуть Сквідварда літаком, на тропічний курорт.                                                                       |                |                                    |                                |                    |                              |                   |                       |
| 278a | 11a            | «Squidferatu»                      | Сквідферату                    | Дуг Лоуренс        | Ендрю Овертум                | 14 жовтня 2022    | 29 жовтня 2023        |
| Сквідвард вирушає до замку Носферату після того, як випадково отримує пошту.                                                             |                |                                    |                                |                    |                              |                   |                       |
| 278b | 11b            | «Slappy Daze»                      | Зачудування Слеппі             | Дуг Лоуренс        | Ендрю Овертум                | 14 жовтня 2022    | 29 жовтня 2023        |
| Прислужник Носферату Слеппі вбиває деякий час біля Бікіні Боттом.                                                                        |                |                                    |                                |                    |                              |                   |                       |
| 279a | 12a            | «Welcome to Binary Bottom»         | Вітаємо в Бінарному Боттомі    | Дуг Лоуренс        | Ендрю Овертум                | 13 січня 2023     | 18 лютого 2024        |
| В альтернативній реальності Бікіні Боттом повністю населений роботами.                                                                   |                |                                    |                                |                    |                              |                   |                       |
| 279b | 12b            | «You're Going to Pay… Phone»       | Небезплатний таксофон          | Ендрю Гудман       | Мішель Браян                 | 13 січня 2023     | TBA                   |
| Містер Крабс встановлює проклятий таксофон у Красті Крабс.                                                                               |                |                                    |                                |                    |                              |                   |                       |
| 279с | 12c            | «A Skin Wrinkle in Time»           | Складки шкіри в часі           | Ендрю Гудман       | Мішель Браян                 | 13 січня 2023     | TBA                   |
| Дідрик мандрує крізь час і простір, щоб повернутися додому.                                                                              |                |                                    |                                |                    |                              |                   |                       |
| 280a | 13a            | «Abandon Twits»                    | Відмовся від глузливості       | Люк Брукшир        | Ян Васкез                    | 20 січня 2023     | 16 жовтня 2023        |
| Команда «Красті Бургера» будує човен для свого скупого капітана.                                                                         |                |                                    |                                |                    |                              |                   |                       |
| 280b | 13b            | «Wallhalla»                        | Волгалла                       | Денні Джованніні   | Ендрю Овертум                | 20 січня 2023     | 17 жовтня 2023        |
| Губка Боб виявляє божевільного відлюдника, що живе в його стінах.                                                                        |                |                                    |                                |                    |                              |                   |                       |
| 281a | 14a            | «Salty Sponge»                     | Жорстка губка                  | Дуг Лоуренс        | Ендрю Овертум                | 27 січня 2023     | 18 жовтня 2023        |
| Губка Боб працює у найжорсткішому закладі міста.                                                                                         |                |                                    |                                |                    |                              |                   |                       |
| 281b | 14b            | «Karen for Spot»                   | Карен доглядає Плямчика        | Денні Джованніні   | Ендрю Овертум                | 3 лютого 2023     | 19 жовтня 2023        |
| Карен доглядає за Плямчиком, поки Планктон їде за місто.                                                                                 |                |                                    |                                |                    |                              |                   |                       |
| 282a | 15a            | «Arbor Day Dissaray»               | Хаос дня дерев                 | Люк Брукшир        | Мішель Браян                 | 27 червня 2023    | 20 жовтня 2023        |
| Сенді дарує своїм друзям особливі морські дерева, але вони потребують більше уваги, ніж вона очікувала.                                  |                |                                    |                                |                    |                              |                   |                       |
| 282b | 15b            | «Ain't That the Tooth»             | Хіба це не зуб?                | Денні Джованніні   | Мішель Браян                 | 28 червня 2023    | 23 жовтня 2023        |
| Губка Боб і Патрік приймають грабіжника за зубну фею.                                                                                    |                |                                    |                                |                    |                              |                   |                       |
| 283a | 16a            | «Ma and Pa's Big Hurrah»           | Грандіозні розваги мами і тата | Каз Прапуоленіс    | Ендрю Овертум                | 10 березня 2022   | 24 жовтня 2023        |
| Коли батьки Губки Боба приходять в гості, їхня жага гострих відчуттів стає великою несподіванкою.                                        |                |                                    |                                |                    |                              |                   |                       |
| 283b | 16b            | «Yellow Pavement»                  | Жовтий тротуар                 | Денні Джованніні   | Мішель Браян                 | 17 березня 2023   | 25 жовтня 2023        |
| Губка Боб і Сквідвард зіграли в навчальному фільмі про водіння Місіс Пафф.                                                               |                |                                    |                                |                    |                              |                   |                       |
| 284a | 17a            | »The Flower Plot»                  | Горщик з квітами               | Дуг Лоуренс        | Алекс Конавей і Джорді Джадж | 24 березня 2023   | 26 жовтня 2023        |
| На зміну «Помийному відру» прийшов новий квітковий магазин із чарівною власницею.                                                        |                |                                    |                                |                    |                              |                   |                       |
| 284b | 17b            | «SpongeBob on Parade»              | Губка Боб на параді            | Каз Прапуоленіс    | Ендрю Овертум                | 31 березня 2023   | 27 жовтня 2023        |
| «Красті Крабс» бере участь у щорічному параді Бікіні Боттом.                                                                             |                |                                    |                                |                    |                              |                   |                       |
| 285a | 18a            | «Delivery to Monster Island»       | Доставка на острів монстрів    | Ендрю Гудман       | Мішель Браян                 | 7 квітня 2023     | 30 жовтня 2023        |
| Губка Боб і Планктон повинні працювати разом, щоб вижити на острові смертоносних монстрів.                                               |                |                                    |                                |                    |                              |                   |                       |
| 285b | 18b            | «Ride Patrick Ride»                | Їдь, Патріку, їдь              | Люк Брукшир        | Ян Васкез                    | 19 червня 2023    | 31 жовтня 2023        |
| Губка Боб вчить Патріка їздити на велосипеді.                                                                                            |                |                                    |                                |                    |                              |                   |                       |
| 286a | 19a            | «Hot Crossed Nuts»                 | Гарячі жолуді                  | Денні Джованніні   | Ендрю Овертум                | 20 червня 2023    | 1 листопада 2023      |
| Домашні закуски Сенді стають великим хітом у «Красті Крабс».                                                                             |                |                                    |                                |                    |                              |                   |                       |
| 286b | 19b            | «Sir Urchin and Snail Fail»        | Сер Їжак і равлик-невдаха      | Дуг Лоуренс        | Мішель Браян                 | 21 червня 2023    | 2 листопада 2023      |
| Улюблений комедійний дует Губки Боба і Патріка посварився у прямому етері.                                                               |                |                                    |                                |                    |                              |                   |                       |
| 287a | 20a            | «Friendversary»                    | Дружбівниця                    | Каз Прапуоленіс    | Ян Васкез                    | 22 червня 2023    | 3 листопада 2023      |
| Губка Боб святкує річницю дружби зі Сквідвардом, а останній — ні.                                                                        |                |                                    |                                |                    |                              |                   |                       |
| 287b | 20b            | «Mandatory Music»                  | Примусова музика               | Люк Брукшир        | Ендрю Овертум                | 26 червня 2023    | 3 листопада 2023      |
| Відсутність таланту Сквідварда змушує його відвідати музичний клас за рішенням суду.                                                     |                |                                    |                                |                    |                              |                   |                       |
| 288a | 21a            | «Dopey Dick»                       | Допі Дік                       | Дуг Лоуренс        | Мішель Браян                 | 29 червня 2023    | 20 листопада 2023     |
| Рибмаїл Щупальці приєднується до команди моряків, які полюють на велику білу медузу.                                                     |                |                                    |                                |                    |                              |                   |                       |
| 288b | 21b            | «Plankton and the Beanstalk»       | Планктон і бобове стебло       | Дуг Лоуренс        | Мішель Браян                 | 17 липня 2023     | 20 листопада 2023     |
| Джек Планктон знаходить чарівний боб, який переносить його в країну велетнів.                                                            |                |                                    |                                |                    |                              |                   |                       |
| 289a | 22a            | «My Friend Patty»                  | Мій друг Петті                 | Денні Джованніні   | Ендрю Овертум                | 18 липня 2023     | 21 листопада 2023     |
| Губка Боб подружився з розумною Крабовою Петті, чиє єдине бажання - бути з'їденим.                                                       |                |                                    |                                |                    |                              |                   |                       |
| 289b | 22b            | «FUN-Believable»                   | Над-Веселощі                   | Дуг Лоуренс        | Мішель Браян                 | 19 липня 2023     | 21 листопада 2023     |
| Роб веде епізод «Над-Веселощі з Робом», де він досліджує маловідомі дивацтва та цікаві місця у Бікіні Боттом.                            |                |                                    |                                |                    |                              |                   |                       |
| 290a | 23a            | «Spatula of the Heavens»           | Небесна лопатка                | Люк Брукшир        | Ян Васкез                    | 20 липня 2023     | 22 листопада 2023     |
| Губка Боб вирушає в епічну подорож, щоб перекувати свою улюблену лопатку легендарним Гуру Жироловником.                                  |                |                                    |                                |                    |                              |                   |                       |
| 290b | 23b            | «Gary's Playhouse»                 | Будиночок Ґері                 | Каз Прапуоленіс    | Ендрю Овертум                | 7 серпня 2023     | 23 листопада 2023     |
| Губка Боб будує ігровий будиночок на вулиці, щоб Ґері міг грати в ньому, поки він на роботі.                                             |                |                                    |                                |                    |                              |                   |                       |
| 291a | 24a            | «Swimming Fools»                   | Дурники в басейні              | Дуг Лоуренс        | Мішель Браян                 | 8 серпня 2023     | 24 листопада 2023     |
| Губка Боб будує басейн у своєму дворі, а Сквідвард намагається не купатися.                                                              |                |                                    |                                |                    |                              |                   |                       |
| 291b | 24b            | «The Goobfather»                   | Риб'ячий батько                | Люк Брукшир        | Мішель Браян                 | 9 серпня 2023     | 27 листопада 2023     |
| Містер Крабс повинен мати справу з Риб'ячим батьком після того, як він додає «Петті шейки» до меню «Красті Крабс».                       |                |                                    |                                |                    |                              |                   |                       |
| 292a | 25a            | «SquidBird»                        | Сквідвардів птах               | Денні Джованніні   | Ендрю Овертум                | 10 серпня 2023    | 28 листопада 2023     |
| Сквідвард впадає в істерику, коли Губка Боб і Патрік надсилають повідомлення один одному за допомогою устриць.                           |                |                                    |                                |                    |                              |                   |                       |
| 292b | 25b            | «Allergy Attack!»                  | Напад алергії                  | Люк Брукшир        | Мішель Браян                 | 30 жовтня 2023    | 29 листопада 2023     |
| Приготувавши свою квадрильйонну Крабову Петті, Губка Боб вважає що в нього виникла на них алергія.                                       |                |                                    |                                |                    |                              |                   |                       |
| 293a | 26a            | «Big Top Flop»                     | Циркачі                        | Каз Прапуоленіс    | Ян Васкез                    | 31 жовтня 2023    | 30 листопада 2023     |
| Коли в місто приїжджає цирк і переманює відвідувачів «Красті Крабс», містер Крабс намагається зірвати шоу.                               |                |                                    |                                |                    |                              |                   |                       |
| 293b | 26b            | «Sandy, Help Us!»                  | Сенді, рятуй!                  | Дуг Лоуренс        | Ендрю Овертум                | 1 листопада 2023  | 1 грудня 2023         |
| Дорогою додому Сенді проводить цілий день, вирішуючи проблеми кожного.                                                                   |                |                                    |                                |                    |                              |                   |                       |